# 王楷 (东汉)
王楷（？—？），东汉末年军阀吕布谋士。

## 历史概况
王楷最初在东郡太守曹操手下担任从事中郎。初平四年（193年），奋武将军吕布离开渤海太守袁绍而去投奔建义将军、河内太守张杨，路过陈留太守张邈的地盘，在临走的时候，和张邈握手结盟。袁绍听说了这件事，感到很不高兴。张邈畏惧曹操的威名，害怕袁绍攻击他，心里很不安。兴平元年（194年），曹操再次攻打徐州，王楷和曹操手下的从事中郎许汜、张邈的弟弟张超和陈宫共谋背叛曹操，陈宫说服张邈迎接吕布为兖州牧。
建安三年（198年），吕布被围在下邳，派遣王楷和许汜向自称天子的袁术求救。袁术说：“吕布不嫁女儿过来，应该遭到失败的报应，为什么还来向我求救？”王楷、许汜回答说：“你这个时候不救吕布，是自找失败，如果吕布被打败了，唇亡齿寒，你也会危险的。”于是，袁术才派大军陈兵列阵为吕布声援。同年吕布败亡，王楷去向不明。

## 演义概况
吕布手下谋士。吕布被曹操围在下邳城的时候，王楷、许汜两人去见吕布，献上了向袁术求援的计策，吕布听从了他们的计策，命令张辽、郝萌保护他们两人突围去求援。后来王楷、许汜回来见吕布的时候，说袁术想要让吕布先嫁女儿过去，然后才起兵援助。